# Мстино
Мстино (рус. Озеро Мстино) језеро је на северу Тверске области, у европском делу Руске Федерације. Налази се на подручју Вишњеволочког рејона на ободу Валдајског побрђа. Део је Вишњеволочког хидросистема који представља систем канала којима су повезани токови горње Волге са рекама у басену Балтичког мора.
Површина језерске акваторије је 13,7 км², максимална дужина до 13,8 км, а ширина до 1,8 километара. Максимална дубина језера је до 10 метара. За просечног водостаја његова површина лежи на надморској висини од 154 метра.
Језеро је проточног карактера пошто се у њега улива река Цна, док је највећа отока река Мста (у северном делу језера). Да би се регулисао стабилан ниво воде у језеру још 1794. је на месту отицања реке Мсте саграђена мања устава. Има јако издужену физиономију у смеру север-југ, обале су доста ниске и местимично јако замочварене.
Познато је излетиште за становнике оближњег Вишњег Волочока.